# Liste der Baudenkmale in Voigtsdorf
In der Liste der Baudenkmale in Voigtsdorf sind alle denkmalgeschützten Bauten der Gemeinde Voigtsdorf (Mecklenburg-Vorpommern) und ihrer Ortsteile aufgelistet. Grundlage ist die Veröffentlichung der Denkmalliste des Landkreises Mecklenburg-Strelitz mit dem Stand vom 18. März 2011. 
| ID | Lage                  | Bezeichnung                                  | Beschreibung | Bild           |
| -- | --------------------- | -------------------------------------------- | ------------ | -------------- |
|    | Dorfstraße 29 (Karte) | ehemalige Schule mit Stall                   |              |                |
|    | Dorfstraße 29 (Karte) | Kirche von Friedrich Wilhelm Buttel von 1855 |              | Weitere Bilder |

## Quelle
- Karte der Baudenkmale im Geoportal des Landkreises

- Karte mit allen Koordinaten:
- OSM |
- WikiMap